# Rózsafa
Rózsafa là một thị trấn thuộc hạt Baranya, Hungary. Thị trấn này có diện tích 16,64 km², dân số năm 2010 là 394 người, mật độ 24 người/km².